# Matthias Müller (Harmonist)
Matthias Müller  (* 1966 in Sanderbusch) ist ein deutscher Organist, Pianist und Harmonist.

## Leben
Nach der Berufsfachschule für Musik in Krumbach (Schwaben) bei Kantor Emil Wendler aus Kempten lernte Müller Klavier beim Pavol Kovac. Von 1986 bis 1994 war er Kantor in der Michaelskirche in München/Lochham. Er setzte sein Studium von 1992 bis 1996 am Leopold-Mozart-Konservatorium in Augsburg bei Karl Maureen und Gregorianik bei Domkapellmeister Brauckmann fort und vertiefte sich bei Jaroslav Tůma in Prag und beim Harmoniumspezialisten Jan van Mol in Antwerpen. Nach einer Anstellung als Regionalkantor im südlichen Harlingerland und Organist an der St.-Mauritius-Kirche in Horsten von 2001 bis 2004 wechselte Müller nach Sachsen-Anhalt. Hier wurde er im Jahr 2007 Kantor im Kirchenkreis Haldensleben/Wolmirstedt und Leiter des Kirchenchores in Irxleben und der Max-Drischner-Kantorei in Klein Ammensleben.
Konzerte führte ihn in diverse Länder Europas, darunter DDR, Italien, Belgien und Spanien. Er konzertierte mit den Pommerschen Philharmonikern im Schauspielhaus Berlin, dem katalanischen Orchester in Barcelona und dem Orchester des baskischen Konservatoriums Bilbao in Warschau, Łódź und Berlin. Als Liedbegleiter trat er zusammen mit dem sevillanischen Tenor Pedro Cuadrado (Teatro de la Maestranza) und dem kolumbianischen Bariton Carlos Mera-Euler auf, im Jahr 2004 mit dem Bariton Ivo Berkenbusch beim internationalen Festival im Kloster Bellapais. 2005 folgten Konzerte beim internationalen Orgelfestival in Asturien.
Müller spezialisierte sich auf selten gespielte, zum Teil unveröffentlichte Orgel- und Harmoniumwerke, besonders aus Spanien und dem Baskenland. Seit 1996 wird Müller zu den internationalen Orgelfestwochen nach Kastilien eingeladen. Er war Gastdozent beim 1. Internationalen Kirchenmusikkongress in Medina de Rioseco (Valladolid). Er erhielt den Nachlass des Komponisten Max Drischner und verbreitet dessen musikalisches Erbe. Über das Harmonium publizierte er in diversen Fachzeitschriften und Büchern, über Drischner in der MGG.
Müller ist seit 1986 Inhaber einer Harmonium- und Orgelwerkstatt für Reparaturarbeiten mit historischen Materialien. Für die Restaurierung der großen Kathedralorgel in Gijón erhielt er im Jahr 2001 die große Ehrenmedaille von San Lorenzo. Seit 2005 bilden die Restaurierungen der Orgeln von Carl Böttcher aus Magdeburg und von Wilhelm Rühlmann, beispielsweise in Klein Ammensleben und Eimersleben, aus der zweiten Hälfte des 19. Jahrhunderts einen Schwerpunkt. Er ist Erbe des Nachlasses der Orgelbauanstalt Rühlmann. Harmoniumrestaurationen unternahm er in namhaften Häusern wie dem Robert-Schumann-Museum, Zwickau, dem Landestheater Eisenach, dem Theater Neukölln, der Kathedrale von Sevilla und in anderen Museen und Sammlungen bis hin nach Brasilien.
Als Harmonist ist er seit 1986 weltweit tätig. Er verfügt über die größte Sammlung an Originalliteratur für das Harmonium weltweit. Hierbei ist er als Solist, als Duo mit Gesang oder Klavier oder mit Orchestern und Chören tätig. Zudem verfügt er über ein einzigartiges Archiv mit Originaldokumenten zum Harmonium.
2018 übertrug man ihm die Aufgabe der Orgel- und Harmoniumrestaurierungen und der Konzertorganisation am Jakobsweg in der Provinz Palencia (Spanien).
2019 gründete er das „Confluenz-Festival“ zwischen Wien und Bratislava, Konzerte an der March und der Donau.
Er ist Gründer und künstlerischer Leiter des Internationalen Clavierfestivals mit historischen Tasteninstrumenten in und bei Kloster Schleswig sowie Gründer des Rühlmannorgel-Festivals Sachsen-Anhalt.
2015 erbte er den Nachlass der Orgelbaudynastie Rühlmann. Er ist Leiter des internationalen Festivals, Festimusical, in den Schlössern und Klöstern der Bourgogne.

## Auszeichnungen
- 2001 Medaille von San Lorenzo, Gijón[7]
- 2010 Der MDR sagt Danke für bedeutende ehrenamtliche Tätigkeiten
- 2011 Gala des Ehrenamtes